# 다운튼 애비 (영화)
다운튼 애비(Downton Abbey)는 영국에서 제작된 마이클 엔글러 감독의 2019년 드라마 영화이다. 휴 보네빌 등이 주연으로 출연하였고 줄리안 펠로우즈 등이 제작에 참여하였다. 이 영화는 동명의 텔레비전 시리즈 다운튼 애비의 제작자 줄리언 펠로스가 각본을 맡았다. 카니발 필름스와 퍼펙트 월드 픽처스에 의해 제작되었다. 이 영화는 1927년을 배경으로 한다.

## 출연

### 주연
- 휴 보네빌
- 미셀 도커리
- 엘리자베스 맥거번
- 짐 카터
- 매기 스미스
- 이멜다 스턴톤
- 페네로프 윌튼
- 매튜 구드
- 엘렌 리치
- 튜펜스 미들턴
- 로라 카마이클
- 라퀠 캐시디
- 브랜든 코일
- 조앤 프로갯
- 필리스 로건
- 레슬리 니콜
- 롭 제임스 콜리어
- 해리 하든 페이턴
- 소피 맥쉐라
- 케빈 도일

### 조연
- 마이클 폭스
- 케이트 필립스
- 제라르딘 제임스

## 제작진
- 공동제작: 마크 허바드
- 사운드슈퍼바이저: 나이젤 히스
- 미술: 도널 우즈
- 세트: 지나 그롬웰
- 시각효과: 카일 맥쿨로크
- 의상: 안나 로빈스
- 배역: 질 트리블릭